# Ilebo
Ilebo, korábbi, gyarmati nevén Port-Francqui a Kongói Demokratikus Köztársaság középső részében fekvő Kasai tartomány városa, amely a Kasai-folyó legfelső hajózható pontján fekszik a Sankuru torkolata közelében. Elhelyezkedése miatt fontos közlekedési központ, ahonnan hajójáratok közlekednek a fővárosba, Kinshasába, valamint Kanangát érintve vasúti összeköttetése van az ország második legnagyobb városával Lubumbashival. A rézérc és más ásványkincsek fontos elosztópontja, melyeket innen Kinshasába és Matadiba szállítanak. A városnak repülőtere is van (IATA: PFR, ICAO: FZVS). Az Hôtel des Palmes épülete, melyet I. Albert belga király hivatalos látogatására építettek, a városkép meghatározó épülete.

## Története
Ilebót a 17. században alapították, kereskedelmi központ és a helyi vezetők lakhelye volt. A 19. században virágzó település volt, a gyarmatosító belgák megérkezése előtt Közép-Kongó legnagyobb településévé vált, lakóinak becsült száma 5000 volt. Más településekkel a Kasai-folyó kötötte össze, a környező földutak pedig a teherhordók számára voltak járhatóak. 1901-ben a belga gyarmati kormányzat a városnak a Port-Francqui nevet adta.
A belga gyarmati irányítás alatt gyors fejlődésnek indult, különösen miután megnyitották az Élisabethville-lel (mai nevén Lubumbashi) összekötő vasútvonalat. Tervek készültek a vasútvonalnak Kinshasáig történő meghosszabbítására, a Kasai folyón átvezető híd építése is elkezdődött 1935-ben. Mivel a félkész híd 1937. szeptember 12-én összeomlott, az építkezés abbamaradt.
A második világháború alatt a város még nagyobbra nőtt a hadiiparába áramló munkaerő bevándorlása következtében. A függetlenség elnyerése után visszakapta eredeti nevét.

## Vasútvonalak
2007 szeptemberében megállapodást írtak alá Kínával a vasútvonal Kinshasáig történő kiépítésnek finanszírozására.

## Patrice Lumumba elfogása
Mobutu Sese Seko katonái Ilebóban (akkor még Port-Francqui) ejtették fogságba Patrice Lumumbát 1960. december 1-jén.